# CoAジスルフィドレダクターゼ
CoAジスルフィドレダクターゼ（CoA-disulfide reductase）は、次の化学反応を触媒する酸化還元酵素である。
2 CoA + NAD(P)+ {\displaystyle \rightleftharpoons } CoAジスルフィド + NAD(P)H + H+
反応式の通り、この酵素の基質はCoAとNAD+（またはNADP+）、生成物はCoAジスルフィドとNADH（またはNADPH）とH+である。
組織名はCoA:NAD(P)+ oxidoreductaseで、別名にCoA-disulfide reductase (NADH2)、NADH2:CoA-disulfide oxidoreductase、CoA:NAD+ oxidoreductase、CoADR、coenzyme A disulfide reductaseがある。